# Little Armenia
Little Armenia è una comunità parte del distretto di Hollywood a Los Angeles. Situata nell'area di East Hollywood la zona è servita dalla Linea Rossa della metropolitana di Los Angeles.
Secondo il Los Angeles City Council Little Armenia è definita come l'area che ha come confini a nord la Hollywood Boulevard tra la freeway 101 e Vermont avenue, a est tra la Vermont Avenue tra Hollywood Boulevard e Santa Monica Boulevard, a sud la Santa Monica Boulevard tra Vermont Avenue e la U.S. Route 101 e a ovest la Route 101 da Santa Monica alla Hollywood Boulevard.
L'area si sovrappone sostanzialmente con Thai Town.

## Storia e geografia
La comunità prende il nome dal grande numero di Armenoamericani che vivono nell'area e anche dal grande numero di negozi armeni aperti nel quartiere all'inizio degli anni '70.
La Chiesa apostolica armena di St. Garabed presente nel quartiere è il luogo di preghiera per la grande maggioranza degli armeni che vivono a Hollywood. Costruita nel 1978 si trova sulla Alexandria Avenue. Di fronte alla chiesa si trova la prima scuola armena detta Rose and Alex Pilibos Armenian School.
L'unico parco pubblico è il Barnsdall Art Park che comprende l'edificio detto Hollyhock House progettato dall'architetto Frank Lloyd Wright. Il parco si trova sulla Olive Hill e fu donato alla città di Los Angeles dall'ereditiera dell'olio Aline Barnsdall.
Molti dei romanzi dello scrittore Charles Bukowski, nativo di Est Hollywood, sono ambientati nell'area.
Uno degli eventi principali si tiene a Little Armenia il 24 aprile di ogni anno, in quell'occasione gli Armeni si radunano a Hollywood per partecipare alla protesta per il riconoscimento del Genocidio armeno.
Anche se Hollywood era un tempo la sede della maggiore comunità armena, oggi Glendale supera numericamente Hollywood come abitanti di origine armena.
Anche Burbank, Pasadena e La Crescenta hanno una vasta comunità armena seppur senza una specifica denominazione.